# Picot dorsiblanc
El picot dorsiblanc (Chrysocolaptes festivus) és una espècie d'ocell de la família dels pícids (Picidae) que habita els boscos oberts de les terres baixes fins als 1000 m de l'Índia peninsular.